# Bernward Schmid
Bernward Schmid OSB (* 14. Juni 1920 in Riefensberg; † 21. August 2010 in Seckau) war ein österreichischer Benediktinermönch, Kunstschmied und Laienbruder.

## Leben

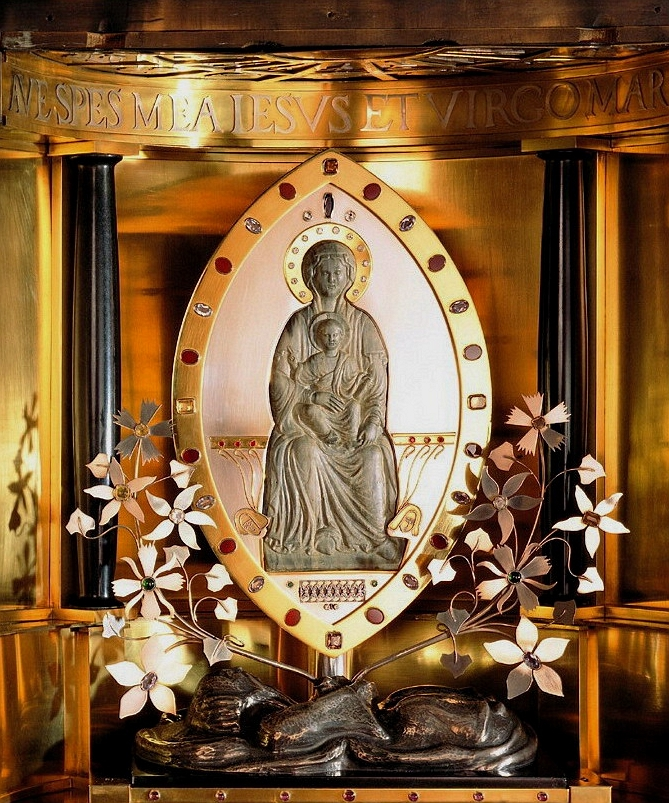
Madonna mit Kind in der Gnadenkapelle der Basilika Seckau, Metallarbeit mit floralem Schmuck

Bernward Schmid besuchte ab dem 15. Lebensjahr die Brüder-Oblaten-Schule in der Abtei Seckau, wo sein Wunsch Mönch zu werden entstand. Am 18. Juli 1939 legte er bedingt durch den Anschluss Österreichs an Hitler-Deutschland seine Ordensgelübde ab. Nach der Aufhebung des Klosters durch die Nationalsozialisten im April 1940 wechselte er in die Abtei Maria Laach. Ebendort entdeckte Bruder Notker Becker (1883–1978), ein später Vertreter der Beuroner Kunstschule, sein handwerkliches Geschick und erteilte ihm seine erste künstlerische Ausbildung. Nach dem Krieg kehrte Schmid in die Abtei Seckau zurück und besuchte die HTBLVA Graz-Ortweinschule, wo er 1951 die Meisterprüfung zum Silber- und Goldschmied ablegte. Danach leitete er mehr als 40 Jahre die Gold- und Silberschmiedewerkstätte in der Abtei Seckau, wo unter seiner Anleitung insgesamt 29 Lehrlinge ihr Handwerk erlernten.
Von 1953 bis 1989 unterrichtete Bernward Schmid am Abteigymnasium das Fach Bildnerische Erziehung.

## Auszeichnungen
- 1984 Berufstitel Professor

## Werke
Bernward Schmid wurde insbesondere für seine Emailarbeiten beachtet und schuf mit den Mitarbeitern der Werkstatt mehr als 1000 Geräte für den liturgischen Gebrauch und auch Schmuck aller Art.
- 1972: Emailbilder im Format 50 × 70 cm für die Bildstöcke des Kreuzweges von St. Ruprecht an der Raab zur Kalvarienbergkirche Breitegg[1][2][3]
- um 1992: Vortragekreuz Figuraler gekreuzigter Jesus auf einem Kreuz aus Metallformrohren mit einem farbigen Kreisring aus Email zur Filialkirche Aigen im Ennstal

## Bildergalerie

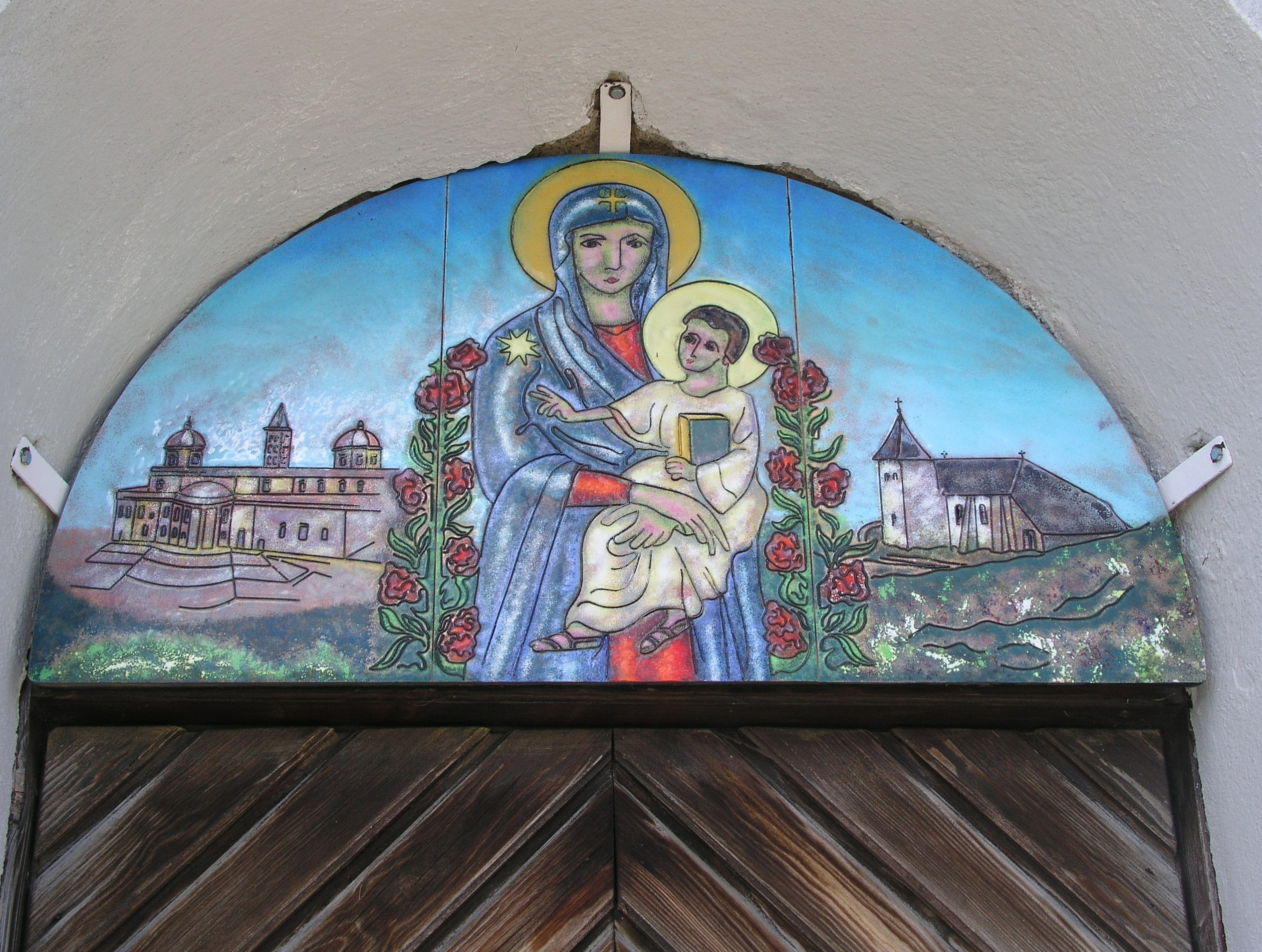
Maria mit lehrendem Jesus, Emailarbeit im Rundbogen einer Tür der Wallfahrtskirche Maria Schnee auf der Hochalm
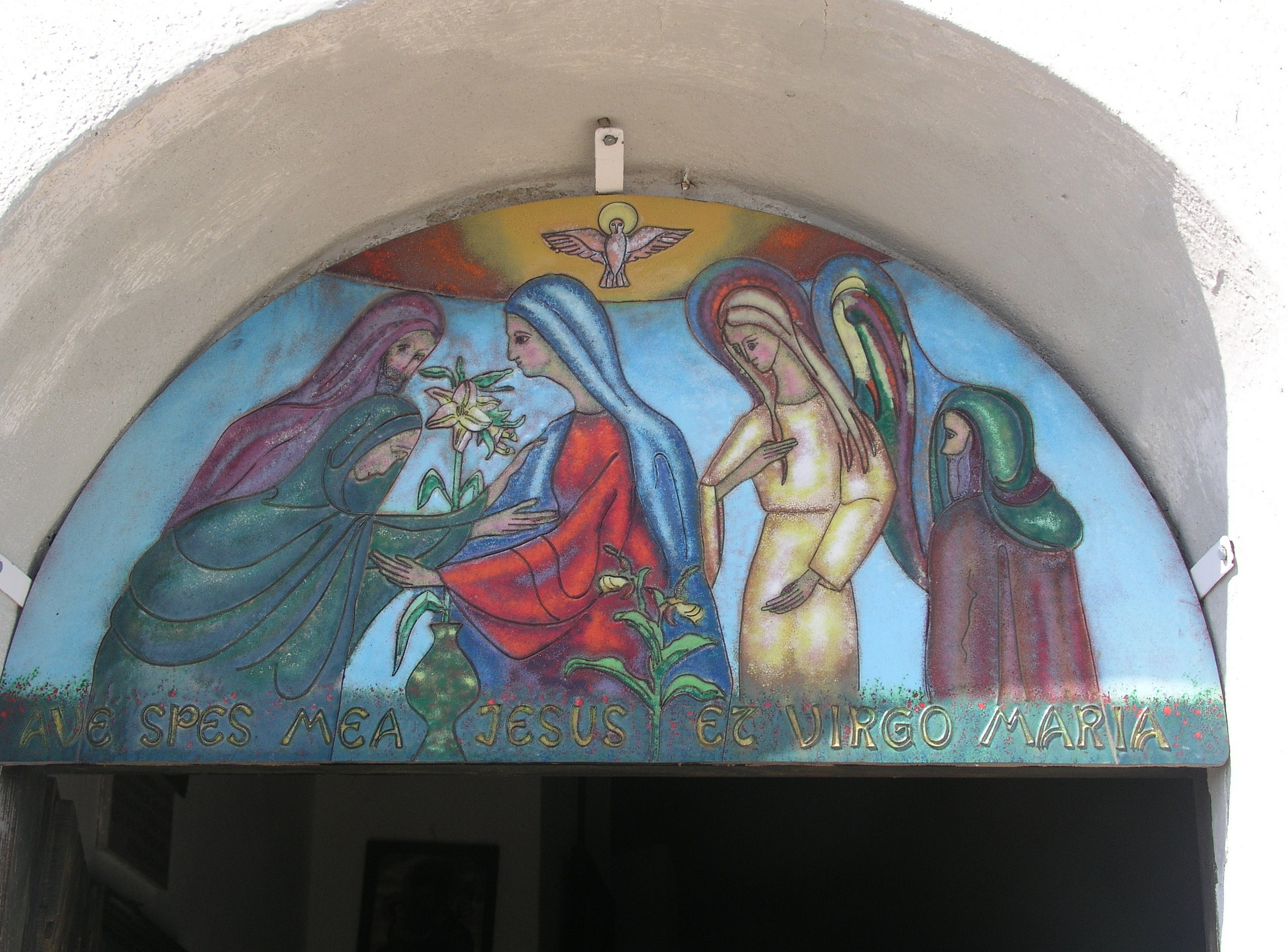
Ave spes mea Jesus et virgo Maria, Emailarbeit im Rundbogen einer Tür der Wallfahrtskirche Maria Schnee auf der Hochalm
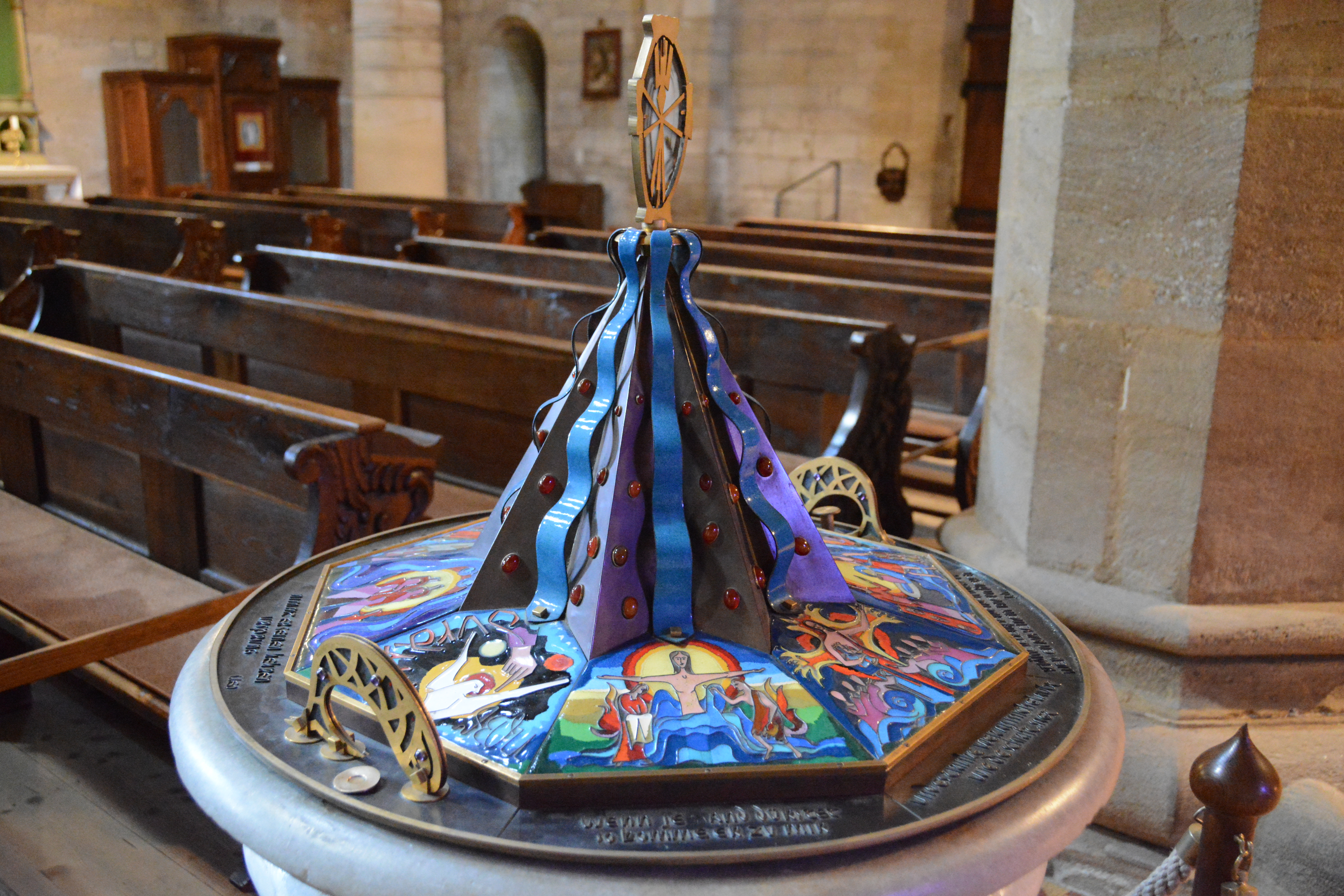
Abdeckung des Taufbeckens mit Emailarbeiten in der Basilika Seckau
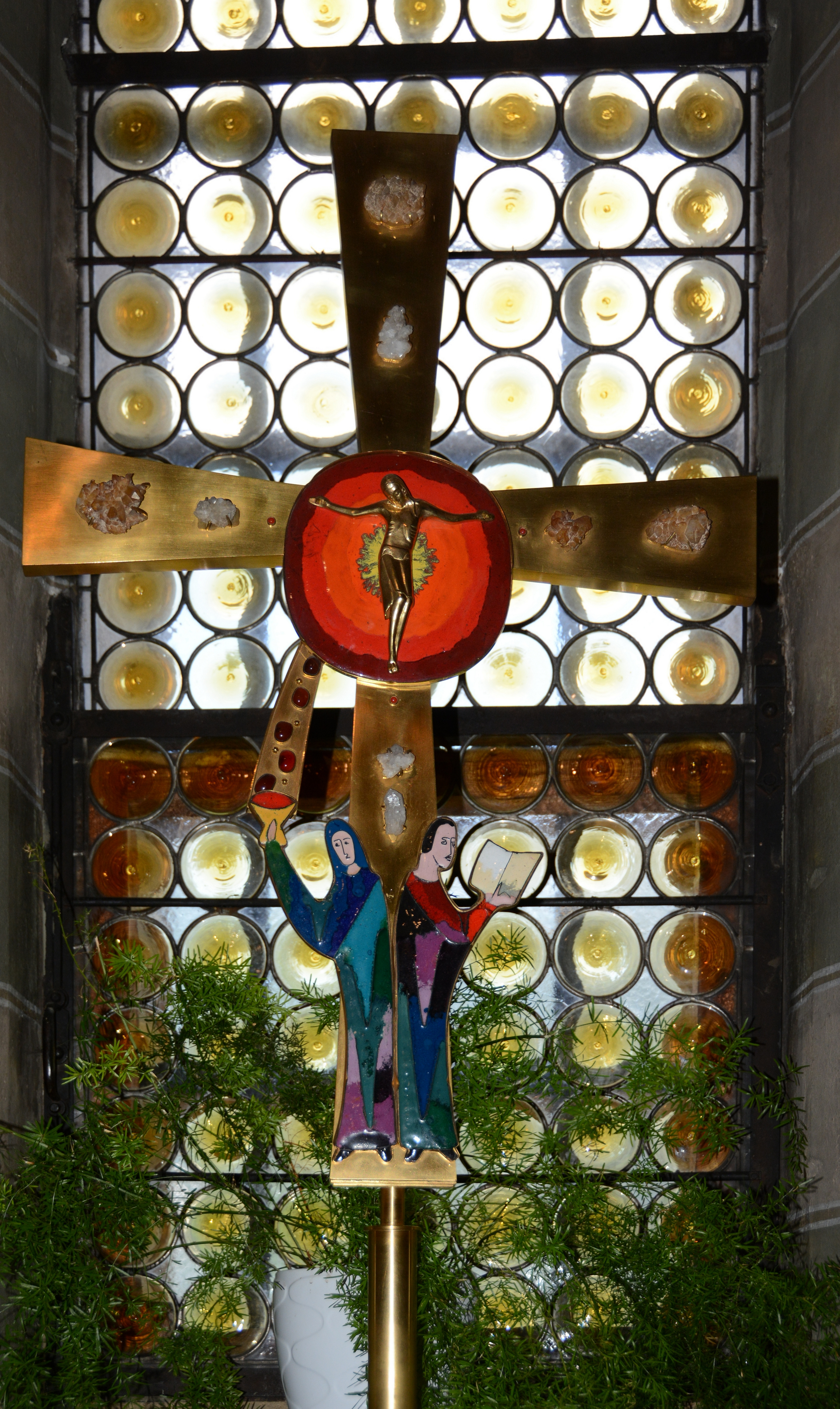
Vortragekreuz in der Sakristei der Basilika Seckau mit Emailarbeiten (Muttergottes und Johannes unter dem Kreuz).
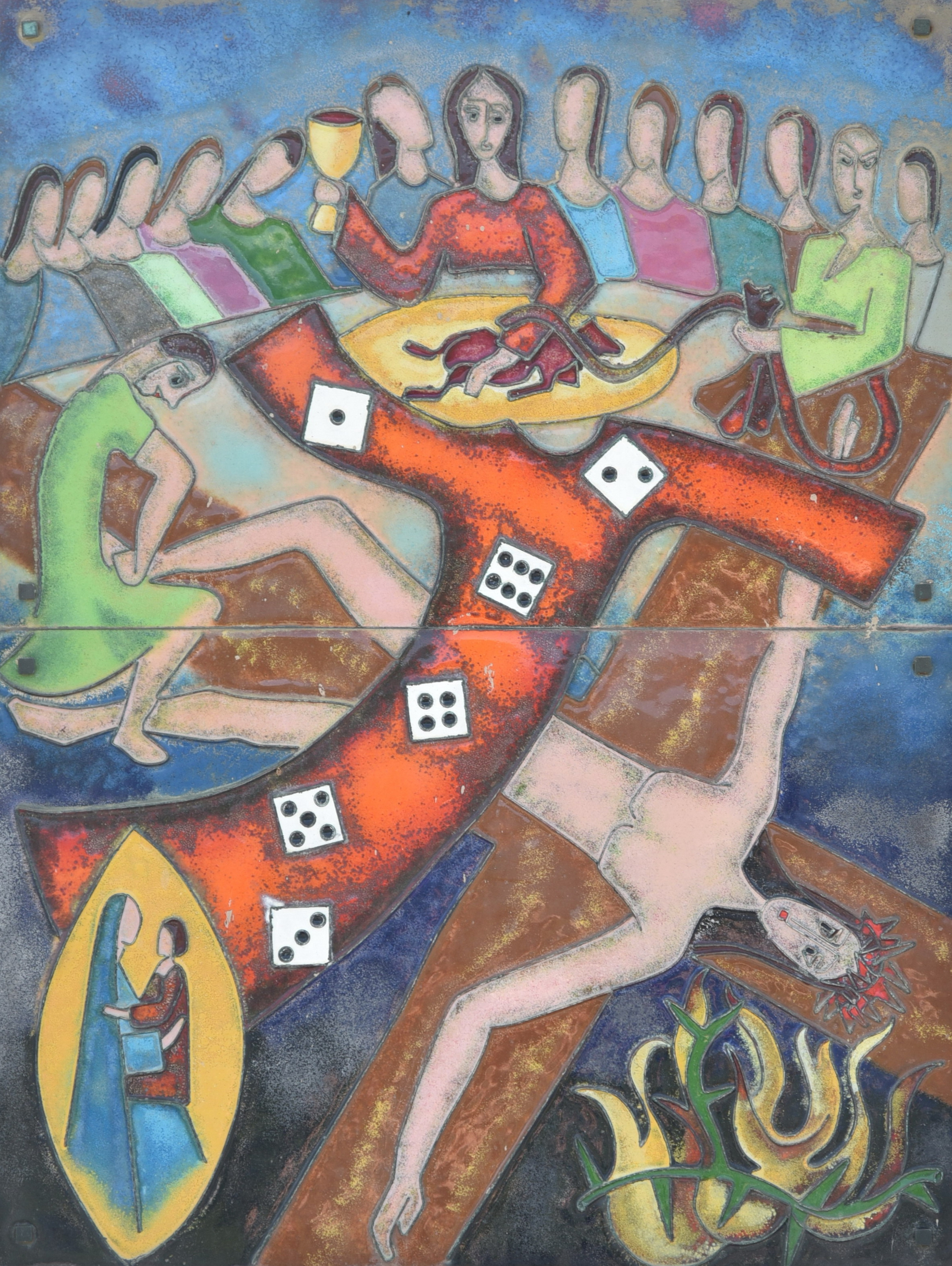
Kreuzweg Sankt Ruprecht an der Raab – Breitegg – 11. Station: Jesus wird ans Kreuz genagelt, um 1972
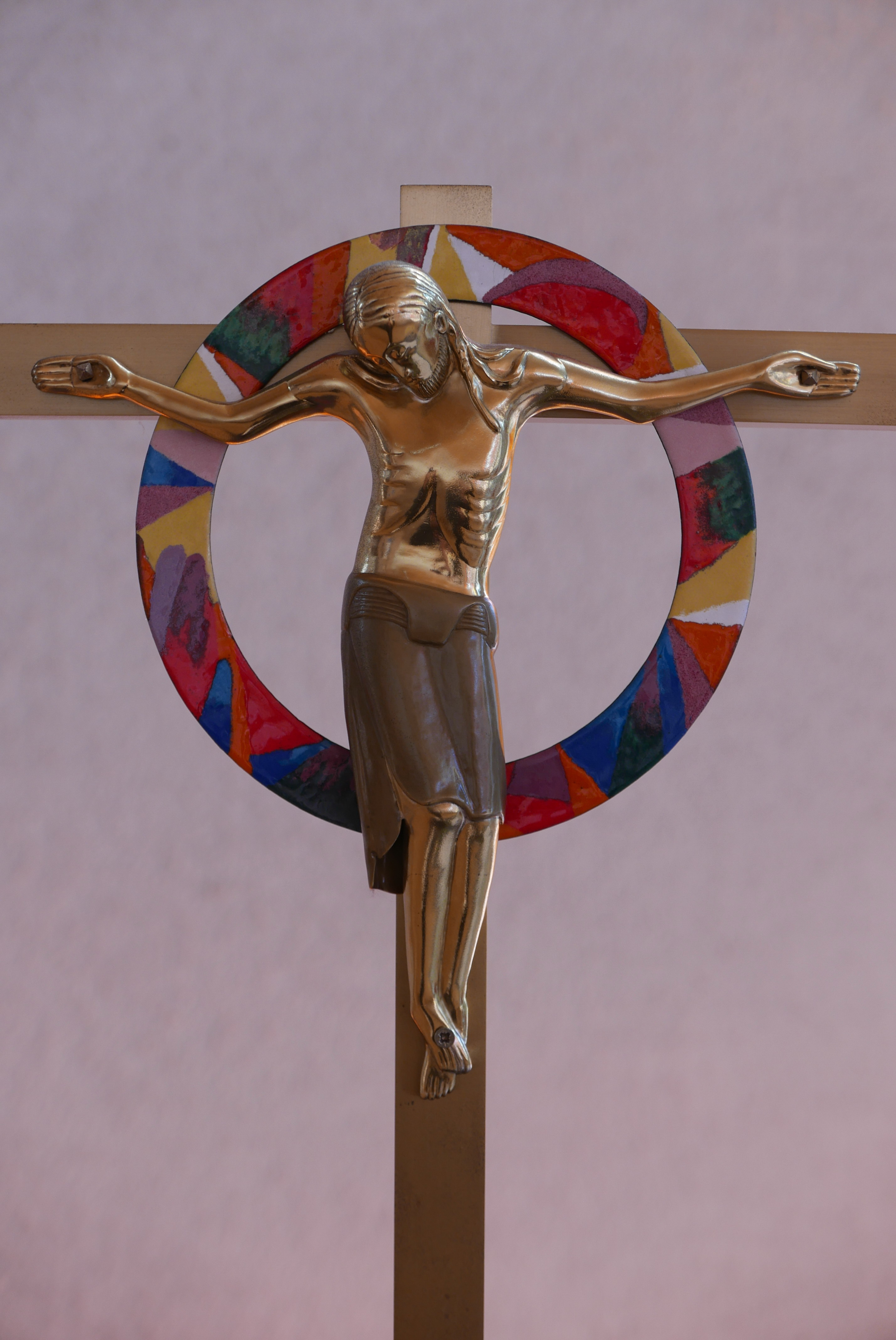
Figuraler gekreuzigter Jesus, Vortragekreuz in der Filialkirche Aigen im Ennstal, um 1992
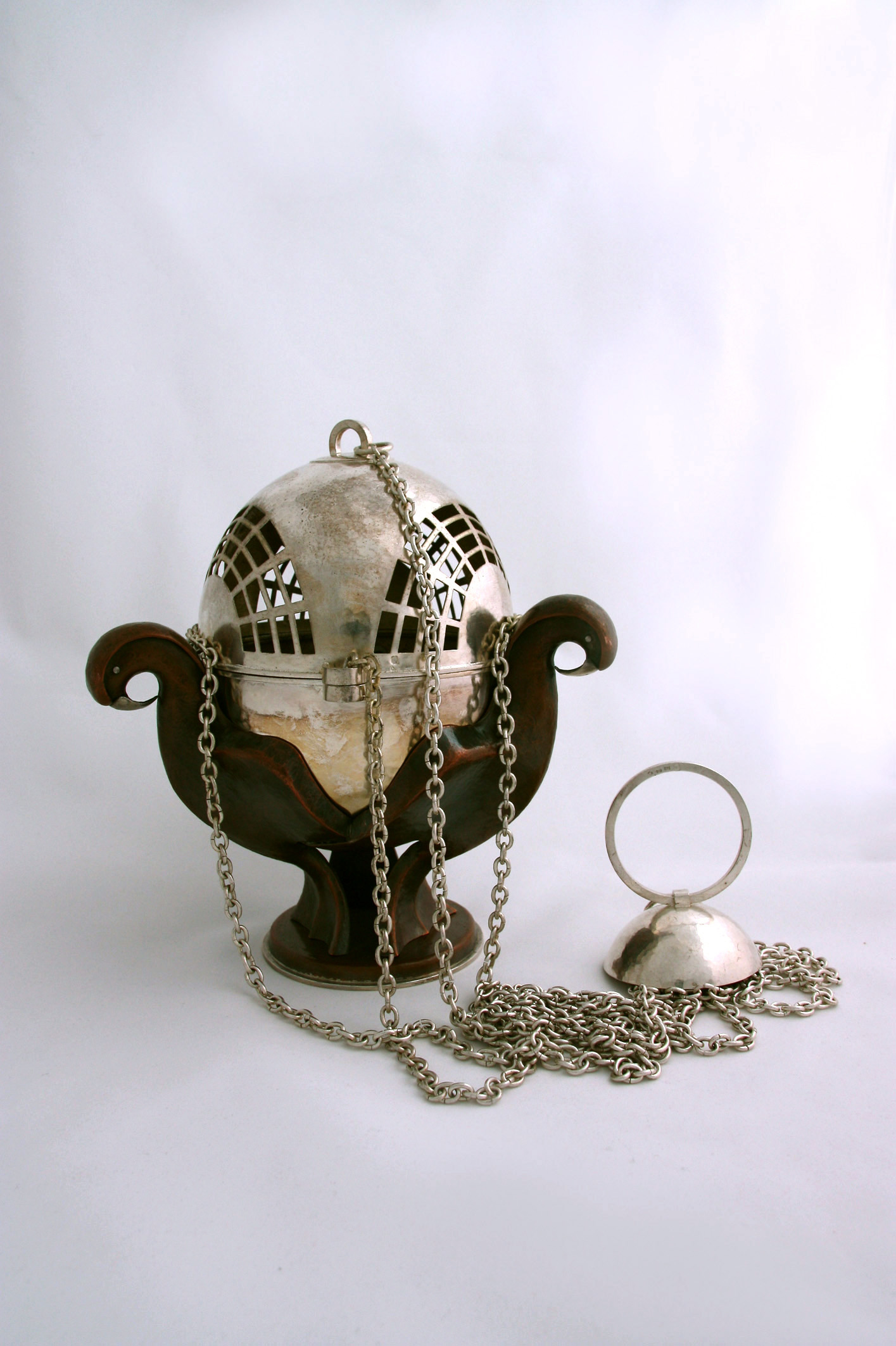
Rauchfass für die Liturgie.
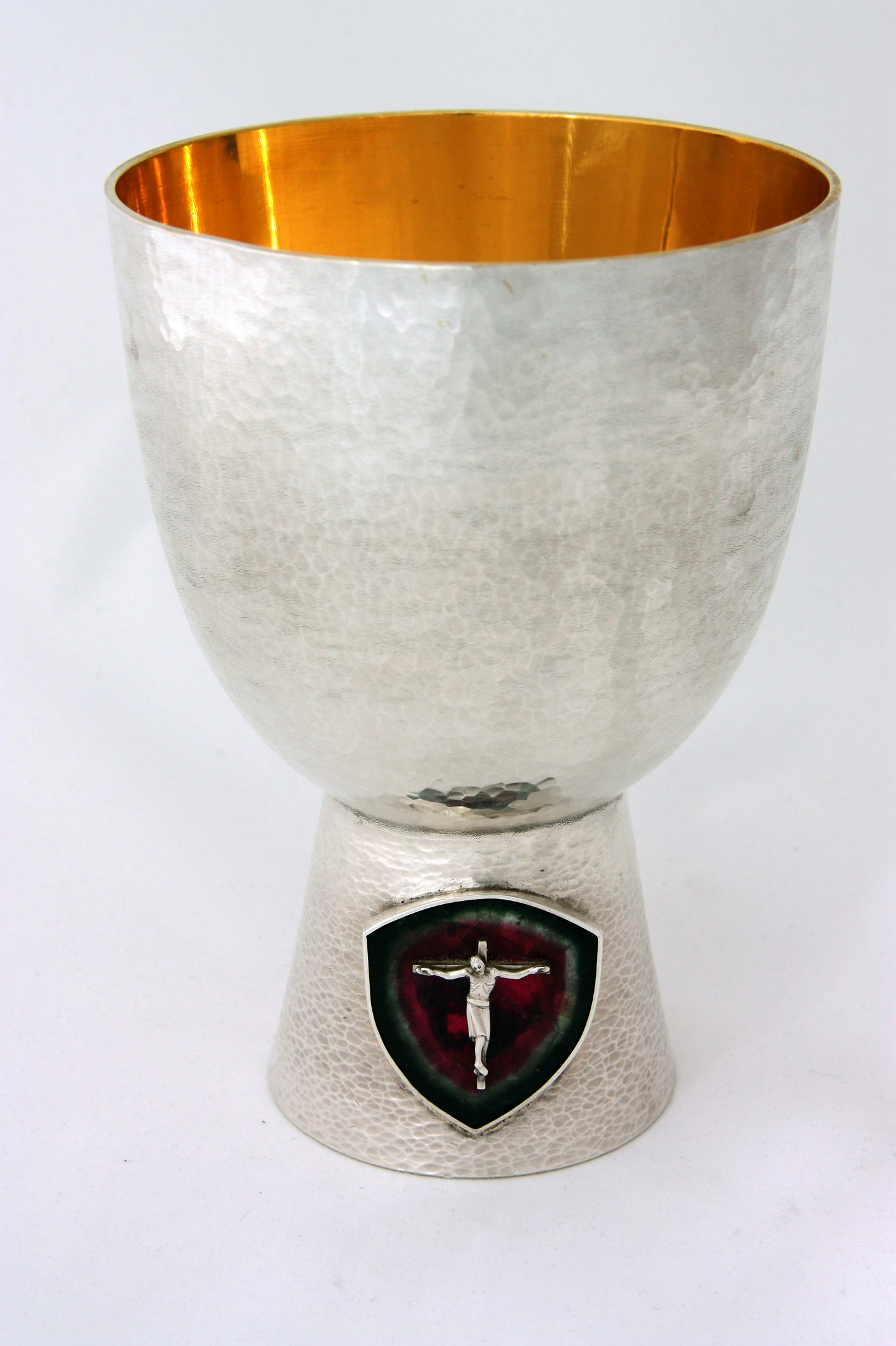
Einer der vielen Kelche, die Br. Bernward gefertigt hat; gehämmertes Silber, innen vergoldet.